# マイケル・メイス
マイケル・メイス（Michael Maze、1981年9月1日 - ）は、デンマーク・ファクセ出身の卓球選手。2009年9月に行われたヨーロッパ選手権で優勝し世界ランキングトップ10入りを果たした。

## 略歴
世界選手権には1997年のマンチェスター大会、1999年のアイントホーフェン大会、2000年のクアラルンプール大会、2001年の大阪大会、2003年のパリ大会、2004年のドーハ大会、2005年の上海大会、2006年のブレーメン大会、2007年のザグレブ大会、2008年の広州大会と連続出場を果たしている。
2004年2月にフランクフルトで行われたヨーロッパトップ12で優勝し、頭角を現す。その後、2004年のアテネオリンピックの男子ダブルスではツグウェルとのペアで銅メダルを獲得。
2005年に中国の上海で開催された世界選手権では、巧みなロビングテクニックを織り交ぜたオールラウンドなプレーでアテネオリンピック銀メダリストの王皓、当時、中国の秘密兵器的存在であった郝帥ら中国人選手を破りベスト4に入った。特に準々決勝の郝帥戦は0-3とリードされ3度のマッチポイントをしのいだ末に4-3で勝利するという、卓球史に残る大激戦であった。
2009年ヨーロッパ選手権では、従来のロビング主体のスタイルをやめ、ドライブなどで積極的に攻撃するスタイルで、元世界ランク１位のティモ・ボルと元世界チャンピオンのヴェルナー・シュラガーを下し優勝した。
性格がキレやすいという短所をもち、イエローカードを試合中にもらうことは珍しくない（過去にはレッドカードで退場処分になった経歴も持つ）。
2010年1月右足を12針縫う大怪我をした。
2016年3月15日に自身のフェイスブックで引退を発表した。
2017年に現役復帰し、デンマークのクラブチーム、ロスキレでプレーしている。また、T2リーグでは監督も務める。
2018年2月、インスタグラムで正式に現役復帰を発表。

## プレースタイル
鋭く切れたサービスに加え、前・中・後陣のどこでもプレーできるオールラウンドなプレーが持ち味で、テニス選手に近いようなプレースタイルである。
抜群の回転量を誇るフォアハンドでのループドライブ、巧みなロビングやフィッシュ等々を駆使した守備の巧さで知られている。ロビングは本来、守備的技術でしかないものの、メイスのそれは極限にまで鍛え上げられており、それ自体が一つの武器となっている。そのロビングテクニックは回転量、変化、高さ、深さ、安定感と、どれをとっても世界屈指と言っても過言では無い。
また、ロビング以外にも、後陣での打球点を落としてチキータ気味に打球するバックハンドのフィッシュ（通称:メイスカッター）も得意で、相手がフォアハンドで打ち抜けないほどの回転量、変化量、威力を誇り、相手のブロックミスを誘ってからの強烈なバックハンドスマッシュで決めることが多い。

## 主な戦績
- 2003年
  - ヨーロッパ選手権クールマイヨール大会 男子シングルス ベスト8、男子ダブルス ベスト8
  - ヨーロッパトップ12 ベスト4
- 2004年
  - ヨーロッパトップ12 優勝
  - アテネオリンピック 男子ダブルス銅メダル（フィン・ツグウェルと）
  - ITTFプロツアー・デンマークオープン 男子シングルス優勝、男子ダブルス準優勝
- 2005年
  - 第48回世界選手権上海大会 男子シングルス3位
  - ヨーロッパ選手権オーフス大会 男子団体優勝
- 2006年
  - ヨーロッパトップ12 ベスト4
- 2007年
  - ヨーロッパ選手権ベオグラード大会 男子シングルス ベスト4
- 2008年
  - ヨーロッパ選手権サンクトペテルブルク大会 男子シングルス ベスト8
- 2009年
  - ヨーロッパトップ12 ベスト4
  - 第50回世界選手権横浜大会 男子シングルス ベスト8
  - ヨーロッパ選手権シュトゥットガルト大会 男子シングルス優勝

## 人物
- 趣味は釣り。
- 母語であるデンマーク語に加えて英語とドイツ語を話すことができる。